# Stardew Valley
Stardew Valley é um videogame RPG de simulação desenvolvido por Eric "ConcernedApe" Barone. Os jogadores assumem o papel de um personagem que herda a fazenda dilapidada de seu falecido avô em um lugar conhecido como Stardew Valley. O jogo foi lançado para Windows em fevereiro de 2016 antes de ser portado para outras plataformas. Stardew Valley é aberto, permitindo aos jogadores cultivar, criar gado, pescar, cozinhar, minerar, forragear e socializar com os habitantes da cidade, incluindo a capacidade de casar e ter filhos. Ele permite que até quatro jogadores joguem online juntos.
Barone desenvolveu Stardew Valley sozinho ao longo de quatro anos e meio. Ele foi fortemente inspirado pela série Story of Seasons, com acréscimos para resolver algumas das deficiências desses jogos. Ele usou isso como um exercício para melhorar suas próprias habilidades de programação e design de jogos. O estúdio britânico Chucklefish abordou Barone no meio do desenvolvimento com a oferta de publicar o jogo, permitindo que ele se concentrasse mais em completá-lo.
Stardew Valley foi citado como um dos maiores videogames de todos os tempos, com elogios direcionados à sua música, personagens e qualidades relaxantes. Yasuhiro Wada, o criador de Story of Seasons, também elogiou o jogo por reter a liberdade que entradas posteriores de sua série haviam perdido. O jogo foi um sucesso comercial, vendendo mais de 20 milhões de cópias até 2022.

## Jogabilidade
Stardew Valley é um jogo de simulação agrícola inspirado principalmente em Story of Seasons, uma série da Marvelous e anteriormente conhecida como Harvest Moon. No início do jogo, os jogadores criam um personagem, que herda um terreno e uma pequena casa que pertenceu a seu avô em uma pequena vila chamada Pelican Town, localizada no titular Stardew Valley. Os jogadores podem escolher entre vários tipos de fazendas diferentes, cada uma com um tema único e diferentes vantagens e desvantagens. As terras agrícolas são inicialmente invadidas por pedras, árvores, tocos e ervas daninhas, e os jogadores devem trabalhar para limpá-las para reiniciar a fazenda, cuidando das plantações e do gado para gerar receita e expandir ainda mais a fazenda.
Os jogadores interagem com personagens não-jogadores (NPCs) que habitam a cidade, incluindo relacionamentos com eles; isso pode culminar em casamento, o que resulta no NPC ajudando o personagem do jogador a cuidar da fazenda. Após o casamento, os jogadores podem ter a oportunidade de ter ou adotar um filho com o cônjuge. Os jogadores também podem pescar, cozinhar, criar e explorar cavernas geradas processualmente com materiais e minérios para extrair ou criaturas para combater. Os jogadores podem realizar várias missões para ganhar dinheiro adicional ou completar coleções específicas de materiais (chamadas de "pacotes") para restaurar o Centro Comunitário da cidade ou pagar certas quantias de dinheiro para completar os pacotes do JojaMart. A conclusão de pacotes recompensa os jogadores com vários itens, incluindo sementes e ferramentas. A conclusão de vários pacotes concede aos jogadores acesso a novas áreas e mecânicas de jogo, como um deserto. Todas essas atividades devem ser avaliadas em relação ao nível atual de saúde e exaustão do personagem e ao relógio interno do jogo. O jogador pode consumir alimentos que concedem certos buffs que são úteis em determinadas atividades e situações. A comida também é fonte de reposição de saúde e energia, o que permite ao jogador realizar mais tarefas em um determinado dia. O jogo utiliza um calendário simplificado, cada ano com quatro meses de 28 dias que representam cada estação, que determina quais culturas podem ser cultivadas e quais atividades podem ser benéficas. Mais tarde no jogo, os jogadores podem restaurar uma estufa e uma ilha que pode cultivar qualquer cultura, independentemente da estação.

## Desenvolvimento

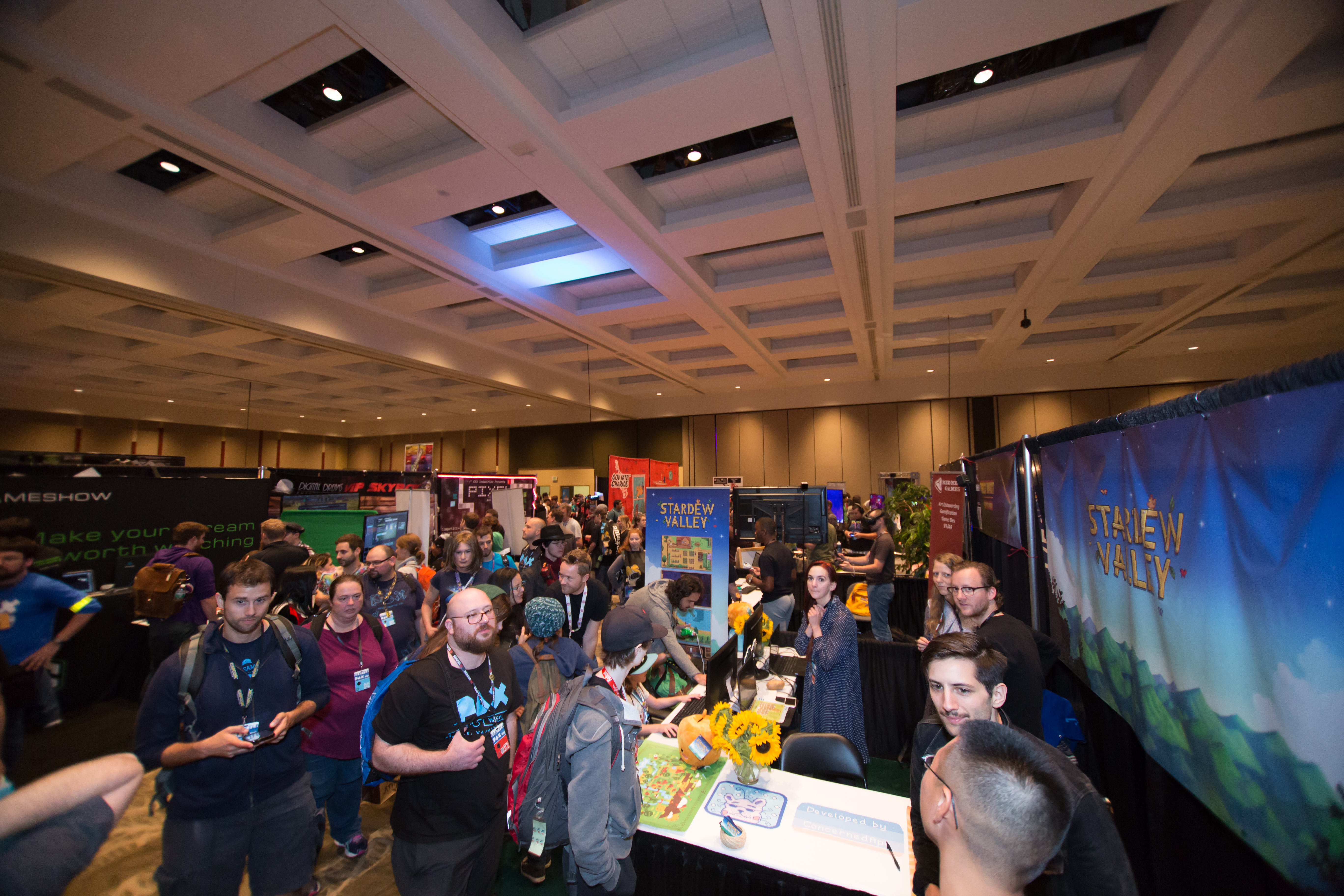
Stardew Valley em exposição, 2016

Stardew Valley, originalmente intitulado Sprout Valley, foi criado pelo designer de jogos indie americano Eric Barone sob o pseudônimo de ConcernedApe. Em 2011, Barone se formou em ciência da computação pela Universidade de Washington Tacoma, mas não conseguiu um emprego na indústria, em vez disso trabalhou como recepcionista no Paramount Theatre em Seattle. Procurando melhorar seus conhecimentos de informática para melhores perspectivas de emprego, ele teve a ideia de criar um jogo que também estimulasse seu lado artístico. Crescendo no noroeste do Pacífico, Barone incorporou muitos elementos da região na jogabilidade e na arte.
Stardew Valley originalmente começou como uma alternativa moderna feita por fãs para a série Story of Seasons, já que ele sentiu que a série havia ficado "progressivamente pior" depois de Harvest Moon: Back to Nature. Incapaz de encontrar um substituto satisfatório, Barone começou a criar um jogo semelhante à série, afirmando que sua intenção era "resolver os problemas que tive com [Story of Seasons]" e que "nenhum título da série jamais reuniu tudo isso. de uma forma perfeita". Barone também se inspirou em outros jogos, incluindo Animal Crossing, Rune Factory, Minecraft e Terraria, adicionando recursos vistos nesses jogos, como criação, missões e combate. Ele foi o único desenvolvedor do jogo, criando toda a pixel art, música, efeitos sonoros, história e diálogos do jogo.
Inicialmente, Barone considerou lançar Stardew Valley no Xbox Live Indie Games devido à facilidade de publicação nessa plataforma, mas descobriu logo no início que seu escopo se tornou muito maior do que o inicialmente previsto. Barone anunciou publicamente o jogo em setembro de 2012, usando o sistema Greenlight do Steam para avaliar o interesse no jogo. Depois que o jogo recebeu grande apoio da comunidade, Barone começou a trabalhar nele por completo, interagindo com as comunidades do Reddit e do Twitter para discutir seu progresso e obter feedback sobre as adições propostas. Pouco depois do período Greenlight em 2013, ele foi abordado por Finn Brice, diretor da Chucklefish, que se ofereceu para ajudar a publicar o jogo no lançamento. Chucklefish assumiu muitas das atividades não relacionadas ao desenvolvimento de Barone, como hospedagem de sites e configuração de seu wiki de desenvolvimento. Barone decidiu não usar o recurso de acesso antecipado do Steam para desenvolvimento, pois sentiu que não era adequado para Stardew Valley. Barone passou quatro anos trabalhando no projeto, refazendo-o diversas vezes e frequentemente gastando 10 horas ou mais por dia trabalhando nele. Ele o programou originalmente em C# usando a estrutura Microsoft XNA, mas depois migrou para MonoGame em 2021, que, de acordo com Barone, "prepara o jogo para o futuro e permite que mods acessem mais de 4 GB de RAM".
Barone pretendia dar aos jogadores a sensação de imersão em uma pequena comunidade agrícola, afirmando que queria que Stardew Valley fosse divertido e ao mesmo tempo o projetasse para ter "mensagens do mundo real". Em contraste com os jogos anteriores de Story of Seasons, que poderiam terminar após dois anos de jogo, Barone manteve Stardew Valley aberto para que os jogadores não se sentissem apressados em tentar completar tudo o que fosse possível. Durante o desenvolvimento, Barone reconheceu que alguns jogadores tentariam descobrir mecanicamente como maximizar o rendimento e o lucro de sua fazenda por meio de planilhas e outras ferramentas, mas esperava que a maioria dos jogadores dedicasse algum tempo para aprender isso por conta própria. Para esse fim, ele projetou o aspecto culinário do jogo propositalmente não para ser lucrativo, mas para pagar em bônus que ajudassem nas habilidades de exploração, agricultura, mineração e pesca. Barone também optou por não incluir o abate de animais de fazenda para produtos cárneos, incentivando os jogadores a nomear e cuidar de cada animal individualmente para manter o sentimento que desejava para o jogo. Os animais não podem morrer, mas deixar de produzir produtos se não forem cuidados.

### Lançamento
Em abril de 2015, Barone anunciou que pretendia lançar o jogo apenas quando sentisse que ele estava completo, recusando-se a colocar o jogo no programa de acesso antecipado ou a aceitar qualquer pagamento de pré-venda. O jogo foi lançado para Windows em 26 de fevereiro de 2016. Após seu lançamento, Barone continuou a trabalhar no jogo, recebendo feedback da comunidade e corrigindo bugs, e declarou planos para adicionar recursos adicionais posteriormente. Barone antecipou a adição de mais conteúdo de jogo final, bem como portas para outras plataformas. Barone afirmou que inicialmente planejou um modo cooperativo para quatro jogadores a ser lançado no jogo no lançamento. Neste modo, Barone planejou que todos os jogadores compartilhariam uma fazenda comum, permitindo que todos realizassem diferentes tarefas relacionadas a ela, como um jogador minerar enquanto outros cuidam de diferentes partes da fazenda. O recurso multijogador suporta rede local e conectividade online remota. Barone planejou testes beta públicos do recurso multijogador no final de 2017 para a versão Windows, mas ainda estava trabalhando para melhorar o código de rede no início de 2018. A versão beta multijogador para Windows foi lançada em abril de 2018, com lançamento oficial para todas as plataformas de PC em 1º de agosto de 2018. Em dezembro de 2018, a atualização multijogador foi lançada para o Nintendo Switch.
Versões móveis para iOS e Android foram desenvolvidas com a ajuda da Polícia Secreta, com a versão iOS sendo lançada em 24 de outubro de 2018, e a versão Android sendo lançada em 14 de março de 2019. Ambas as versões incluem a capacidade de usuários de Windows, macOS e Linux transferirem o progresso para seus dispositivos. Em 2018, Barone declarou seu desejo de montar uma equipe de desenvolvedores para ajudar a continuar o desenvolvimento do jogo. Em 2019, todas as versões do jogo, exceto para celular, foram publicadas pela própria Barone. Stardew Valley também viu uma comunidade de modding ativa, com jogadores adicionando vários novos recursos ao jogo.
Em dezembro de 2019, Stardew Valley foi adicionado ao Tesla Arcade, um serviço de videogame baseado em Linux incorporado na maioria dos modelos de carros elétricos Tesla. Uma adaptação cooperativa de jogo de tabuleiro, Stardew Valley: The Board Game, foi lançada em fevereiro de 2021.

### Envolvimento da Chucklefish
Em maio de 2016, Barone anunciou que a editora Chucklefish ajudaria com localizações para outros idiomas, macOS, Linux e ports de console, e os aspectos técnicos necessários para o jogo cooperativo online, permitindo que ele se concentrasse apenas na primeira grande atualização de conteúdo. Os ports macOS e Linux foram lançadas em 29 de julho de 2016. Ports para PlayStation 4 e Xbox One foram anunciadas na E3 2016 em junho. No mesmo evento, Barone afirmou que um port para o Wii U também seria lançado, embora essa versão tenha sido posteriormente cancelada em favor de uma versão para o Nintendo Switch. As versões para PlayStation 4 e Xbox One foram lançadas respectivamente em 13 e 14 de dezembro de 2016. A versão Switch, portada pela Sickhead Games, foi lançada em 5 de outubro de 2017.
No início de 2017, Barone declarou suas intenções para a possibilidade de uma versão para PlayStation Vita, que foi posteriormente confirmada e lançada em 22 de maio de 2018. Versões de varejo para PlayStation 4 e Xbox One são publicadas e distribuídas pela 505 Games. Uma edição de colecionador lançada ao mesmo tempo incluía um mapa físico do mundo do jogo, um código de download para a trilha sonora e um guia.
Em dezembro de 2018, os direitos de publicação para todas as plataformas fora Android, iOS e Nintendo Switch foram revertidos para Barone. Isso foi seguido por ele recuperar os direitos do lançamento do Nintendo Switch em outubro de 2019, do wiki oficial em fevereiro de 2021, do lançamento do iOS em dezembro de 2021, e do lançamento do Android em março de 2022, encerrando o Chucklefish's envolvimento.

### Mods
Stardew Valley também viu uma comunidade de modding ativa, com jogadores adicionando vários novos recursos ao jogo. Um desses mods é Stardew Valley Expanded, que tem mais de 2 milhões de downloads. A maioria dos mods só pode ser reproduzida na versão do jogo para PC. Algumas atualizações do jogo incluíram mudanças que facilitam a modificação.

## Recepção
Stardew Valley recebeu críticas "geralmente favoráveis", de acordo com o agregador de críticas Metacritic.  Foi citado por diversas publicações como um dos maiores videogames de todos os tempos.
Jesse Singal, escrevendo para o The Boston Globe escreveu que o jogo era "totalmente atraente, cuidadosamente elaborado" e fornecia aos jogadores inúmeras variedades de atividades para realizar sem cair em um ciclo de atividades repetitivas. Elise Favis, da Game Informer, descobriu que assistir seu irmão autista jogar Stardew Valley a ajudou a entender melhor sua condição, já que o jogo fornece estrutura suficiente de eventos presentes com visão suficiente de eventos futuros para permitir que seu irmão aproveite o jogo. Yasuhiro Wada, o criador da série Story of Seasons que inspirou Stardew Valley, afirmou que estava "muito feliz" com o jogo, pois lhe mostrou que Story of Seasons não era uma série esquecida e continuava em espírito. Ele também afirmou que a abordagem feita por Barone com Stardew Valley foi capaz de manter a liberdade que ele queria manter na série Story of Seasons que havia sido perdida nos jogos posteriores, com mais foco em animação e gráficos. Gamasutra nomeou Barone um dos dez principais desenvolvedores de 2016, identificando que ele havia desenvolvido "sozinho" algo que "deu nova vida a um gênero" dominado pela série Story of Seasons. Em 2017, a Forbes nomeou Barone como uma das pessoas "30 Under 30" para assistir na área de videogames, citando seu compromisso em fazer Stardew Valley.
Muitos meios de comunicação elogiaram Stardew Valley por suas opções e representação LGBT, incluindo notavelmente a opção do personagem do jogador se casar com um dos 12 aldeões, independentemente do sexo. A revista Gayming elogiou a opção de um jogador se casar entre pessoas do mesmo sexo, ao mesmo tempo que criticou a falta de diversidade racial. Paste descreveu o jogo como sendo anticapitalista, citando o retrato negativo da fictícia Joja Corporation.

### Vendas
Stardew Valley vendeu mais de 400.000 cópias no Steam e GOG.com em duas semanas, e mais de um milhão em dois meses. A Valve informou que Stardew Valley estava entre os 24 jogos mais geradores de receita no Steam durante 2016. Os jornalistas observaram que a comunidade de jogadores demonstrou apoio a Barone para o jogo; embora alguns jogadores tenham obtido o jogo ilegalmente, esses jogadores ficaram impressionados com o jogo e declararam que planejavam comprá-lo, enquanto outros jogadores fizeram ofertas para ajudar a pagar aqueles que não podiam pagar pelo jogo. Um livro oficial de partituras para piano e álbum foi lançado em 2018 pelo selo Materia Collective.
No final de 2017, Stardew Valley vendeu mais de 3,5 milhões de cópias em todas as plataformas. O jogo também foi o mais baixado no Nintendo Switch em 2017, apesar de só ter sido lançado em outubro daquele ano. A Sensor Tower também estimou que nas primeiras três semanas do jogo na Apple App Store, ele obteve mais de US$1 million em receitas. Em maio de 2022, Stardew Valley vendeu mais de 20 milhões de cópias em todas as plataformas, sendo 13 milhões no PC.

### Prêmios
| Ano  | Premiação                         | Categoria                                    | Resultado | Ref.          |
| ---- | --------------------------------- | -------------------------------------------- | --------- | ------------- |
| 2016 | Golden Joystick Awards            | Melhor Jogo Independente                     | Indicado  | [ 90 ] [ 91 ] |
| 2016 | Golden Joystick Awards            | Jogo Do Ano Para PC                          | Indicado  | [ 90 ] [ 91 ] |
| 2016 | Golden Joystick Awards            | Prêmio Revelação                             | Venceu    | [ 90 ] [ 91 ] |
| 2016 | The Game Awards 2016              | Melhor Jogo Independente                     | Indicado  | [ 92 ] [ 93 ] |
| 2016 | Game Developers Choice Awards     | Melhor Estreia                               | Indicado  | [ 94 ]        |
| 2016 | Independent Games Festival        | Seumas McNally Grand Prize                   | Indicado  | [ 95 ]        |
| 2016 | SXSW Gaming Awards                | Nova Propriedade Intelectual Mais Promissora | Indicado  | [ 96 ]        |
| 2016 | 13th British Academy Games Awards | Melhor Jogo                                  | Indicado  | [ 97 ]        |